# Julien Offray de La Mettrie
Julien Offray de La Mettrie [žylien ofré de la metrí] (23. listopadu 1709 Saint-Malo – 11. listopadu 1751 Postupim) byl francouzský lékař a osvícenský filosof.

## Život a názory
Vystupoval jako radikální ateista a byl proto vyhnán jak ze své francouzské domoviny, tak z nizozemského exilu; nakonec ho k sobě povolal pruský král Fridrich II. Veliký (Voltaire žertovně podotýkal, že jako „dvorního ateistu“).
Jakožto filosof byl tvůrcem francouzského materialismu a vyjádřil v obecné formě všechny myšlenky, které později rozvinuli, obohatili a konkretizovali Claude-Adrien Helvétius, Denis Diderot, Holbach a někteří přírodovědci, jako Buffon a Maupertuis. Vycházel z Descarta a z Lockova senzualismu. Oproti Descartovi ovšem myslí, že jsoucno je pouze jedna podstata (hmota); tato hmota se vždy projevuje v pohybu a různých formách (tedy není mrtvá, jak ji chápali předchozí mechanisté). Myšlení u člověka není projevem ducha, či duše, ale je to pouze jedna z funkcí těla. Zároveň neexistuje bůh jako princip pohybu, protože hmota si tento princip nese sama o sobě. Naopak hypotéza boha brzdí rozvoj vědeckého poznání. V etice odmítá pocit viny apod. jako zbytečné sebetrýznění, z pocitů doporučuje nebránit se jenom štěstí, klidně pomocí drogy, poskytující alespoň jeho iluzi. Julien Offray de La Mettrie zemřel na přejedení při hostině, která se pořádala na jeho počest.

## Dílo

### Spisy
Jeho nejdůležitější spisy jsou L’homme machine („Člověk stroj“), Discours sur le bonheur („Rozprava o štěstí“), Anti-Sénèque („Anti-Seneka“), které napsal roku 1748.
Všechny filozofické spisy J.–O. de La Mettrie (Oeuvres philosophiques. Sive in unum collecta, sive separata) zařadila církev na Index zakázaných knih.

### České a slovenské překlady
- LA METTRIE, Julien Offray de. Výbor z díla. I., Člověk stroj (původním názvem: Homme machine). Překlad Jan Blahoslav Kozák. 1. vyd. Praha: ČSAV, 1958. 110 s. Filosofická knihovna. Práce ČSAV. Sekce ekonomie, práva a filosofie. Dostupné online. (česky)
  - Materialistický filosof a lékař se snaží vyvrátit karteziánskou dualistickou nauku o duchu a hmotě. Organická hmota je mu nadána principem hybnosti, člověk je soustavou pružin, uvádějících se vzájemně do pohybu. Duši chápal La Mettrie jako citlivou hmotnou část mozku, představující hlavní pružinu celého stroje. Jeho dílo filosoficky ovlivňovalo i přípravu Velké francouzské revoluce. Obsahuje úvodní studii dr. Jindřicha Srovnala „La Mettrie, život a dílo".]
- LA METTRIE, Julien Offray de. Výbor z díla. II., Pojednání o duši (původním názvem: Histoire naturelle de l’âme). Překlad Jan Blahoslav Kozák. Vyd. 1. Praha: Academia, 1959. 129 s. Práce ČSAV. Sekce ekonomie, práva a filosofie. Filosofická knihovna. Dostupné online. (česky)
  - Spis z r. 1745 je historicky významný jako první publikované materialistické dílo osvícenské doby. Útočí na Descartův dualismus a s použitím lékařských poznatků dovozuje závislost duševního života na funkci organismu a na vnějším světě.
- LA METTRIE, Julien Offray de. Výbor z díla. III., Epikurův systém; Člověk-rostlina; Anti-Seneka; List mému duchu; Umění užívat. Překlad Alena Šabatková. Vyd. 1. Praha: Academia, 1966. 158 s. Filosofická knihovna. [Obsahuje úvodní studii Ivana Svitáka „Filosofie osvíceného člověka".] Dostupné online. (česky)
- MÜNZ, Teodor, ed. et al. Antológia z diel filozofov. Zv. 5. Novoveká empirická a osvietenská filozofia. Bratislava: Vydavateľstvo politickej literatúry, 1967. 539 s. [Obsahuje část spisu „Člověk stroj" – viz str. 285–324.] (slovensky)
- ŽIGO, Ján, ed. Francúzski osvietenci o náboženstve. 1. vyd. Bratislava: Slov. vydav. polit. lit., 1962. 462 s. [Obsahuje úryvky ze spisů „Úvodní rozprava" a „Člověk stroj" – viz str. 154–181.] (slovensky)